# Rheinstraße 1 (Mariaweiler)

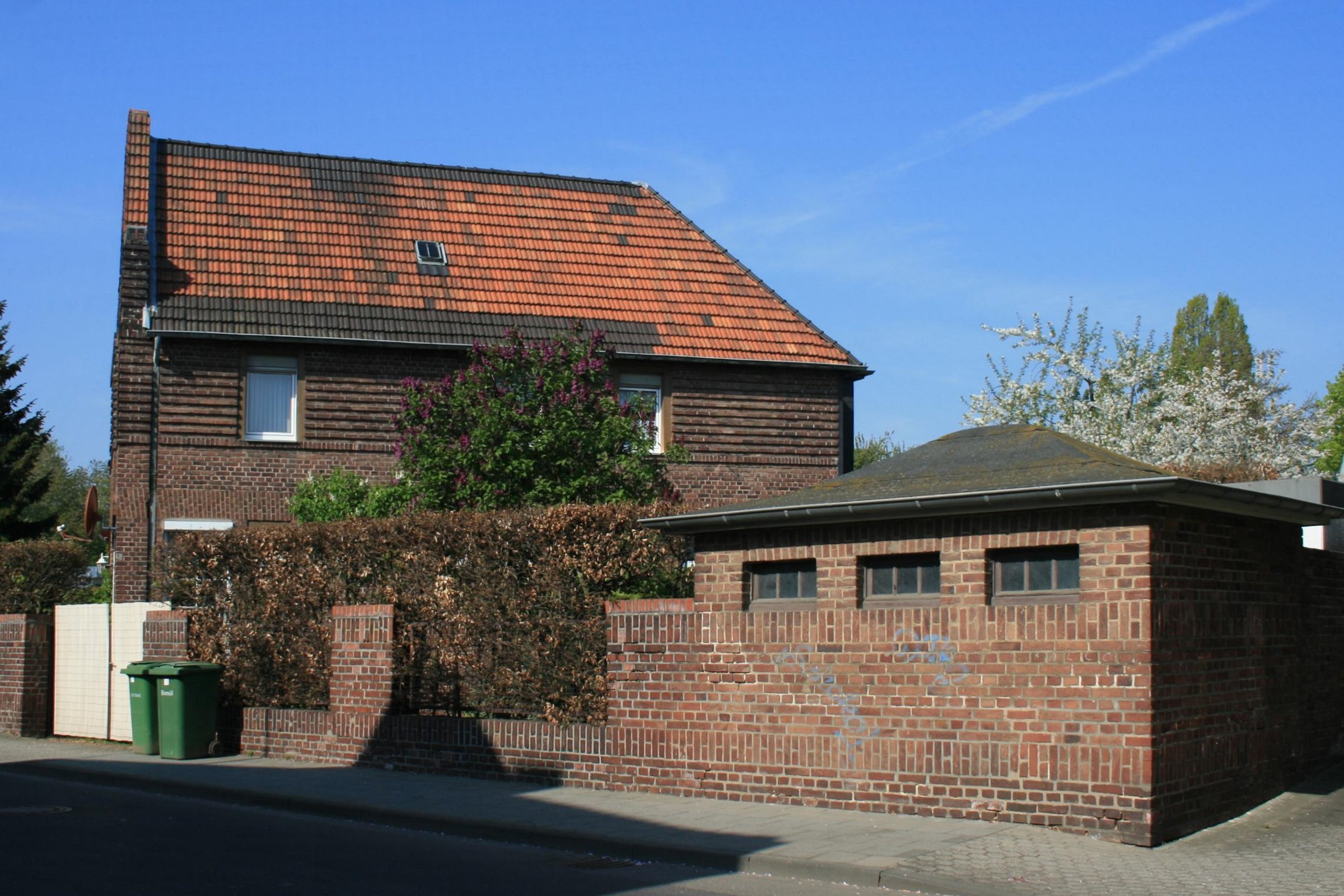

Das Gebäude Rheinstraße 1  steht im Dürener Stadtteil Mariaweiler in Nordrhein-Westfalen. 
Das ehemalige Schalthaus mit einer Monteurwohnung steht an der Ecke Rheinstraße/Kupfermühle. Es wurde um 1925 erbaut.
Es handelt sich um einen winkelförmigen zweigeschossigen Backsteinbau mit Satteldach. Die Eingangssituation stellt sich übereck mit einer Freitreppe und Portikus dar. In den Gebäudewänden sind aufwändig gestaltete Backsteinziereinlagen zu sehen. Die Fenstergewände sind aus Betonwerkstein hergestellt. Die Fenster sind, bis auf ein kleines Dreieckfenster im Giebelfeld, alle  modern gestaltet. Insgesamt ist die Gesamtanlage mit der Einfriedigung, dem Garten und den kleinen Nebengebäuden noch gut erhalten.
Das Bauwerk ist unter Nr. 9/009 in die Denkmalliste der Stadt Düren eingetragen.